# COROT-10
COROT-10 — звезда в созвездии Орла на расстоянии около 1125 световых лет от нас. Вокруг звезды обращается, как минимум, одна планета.

## Характеристики
COROT-10 представляет собой оранжевый карлик с массой и радиусом, равными 0,89 и 0,79 солнечных соответственно. Температура поверхности звезды составляет около 5075 кельвинов. Возраст COROT-10 оценивается в менее, чем 3 миллиарда лет. Звезда получила своё наименование в честь космического телескопа COROT, с помощью которого у неё был открыт планетарный компаньон.

## Планетная система
В 2010 году группой астрономов, работающих в рамках программы COROT, было объявлено об открытии планеты COROT-10 b в данной системе. Это горячий юпитер с массой, равной 2,75 массы Юпитера, обращающийся на расстоянии 0,1 а. е. от родительской звезды. Полный оборот планета совершает за 13,2 суток. Наблюдения за планетой велись на протяжении 142 суток.